# Instrumento musical

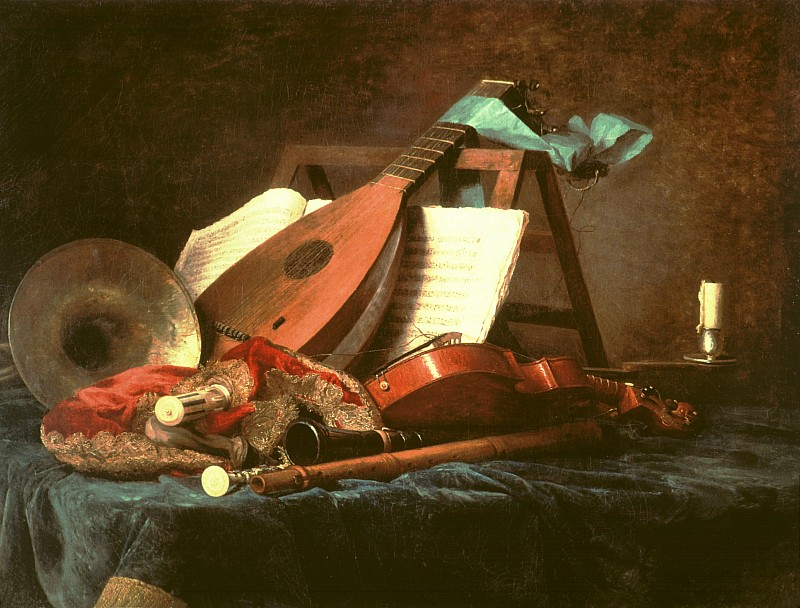
Atributos a la Música, de Anne Vallayer-Coster (1770). Pintura donde se muestran instrumentos franceses del Barroco, como una trompa, una flauta travesera, un violín y una laúd, entre otros.

Un instrumento musical es un sistema compuesto por la combinación de uno o más sistemas resonantes y medios para su vibración, construido con el fin de producir sonido en uno o más tonos que puedan ser combinados por un intérprete para producir música. 
El cuerpo humano, ha ido generando sonidos por medio de las vías aéreas superiores vocales y percusivos, fue, probablemente, el primer instrumento. Sachs y otros han especulado sobre la capacidad de Homo habilis de agregar sonidos de modo idiofónico a impulsos de expresión emocional motriz como la danza, empleando diversos medios como piedras, troncos huecos, brazaletes, conchas y dientes de animales.
Excavaciones arqueológicas y demás han encontrado aerófonos de filo (flautas) de hueso de sesenta mil años de antigüedad. Resulta evidente que algunos aerófonos producen sonido por la acción natural del viento (sobre cañas de bambú), ofreciendo el fenómeno sonoro al observador casual.
Asimismo, otros aerófonos como los cuernos de animales, por el volumen de los sonidos producidos, pudieron ser y fueron empleados como instrumentos de señales sonoras para la caza.
La gran cantidad de instrumentos musicales de viento, cuerda y percusión encontrados en excavaciones arqueológicas de todas las grandes civilizaciones antiguas y la extensa documentación pictórica y literaria coinciden con la gran importancia que la música ha tenido siempre para el ser humano.
En tiempos del Egipto ptolemaico, el ingeniero Ctesibio de Alejandría desarrolló el órgano hidráulico o hydraulis, destinado a producir melodías con gran volumen sonoro, que podía ser empleado en funciones circenses al aire.
El instrumento más antiguo es la flauta, lo inventó el Homo habilis en el paleolítico y estaba hecho de hueso de ave y marfil de mamut, este instrumento tiene alrededor de 42.000 años.

## Arqueología

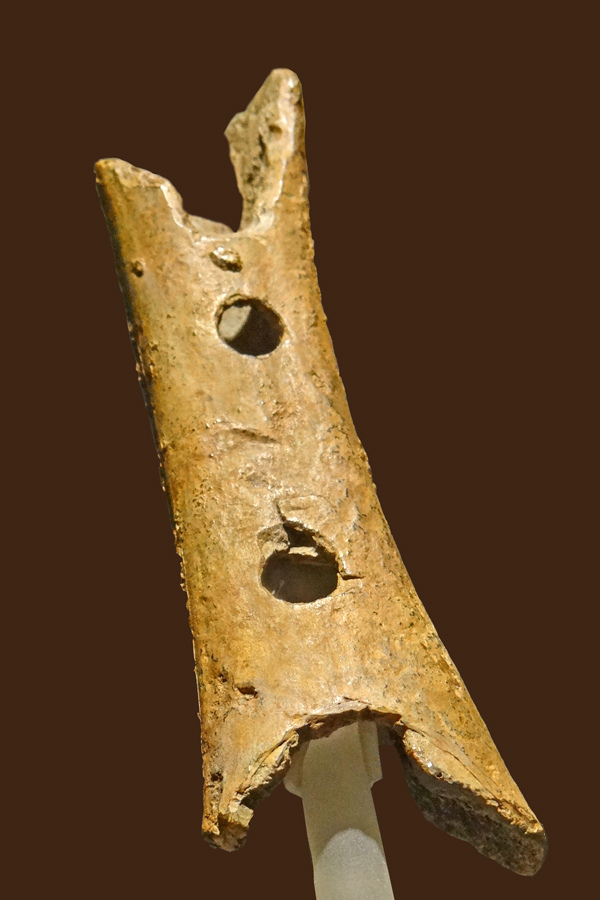
Encontrada en Eslovenia, la flauta de Divje Babe es considerada a veces como el instrumento musical más antiguo conocido del mundo.

Los investigadores han descubierto pruebas arqueológicas de instrumentos musicales en muchas partes del mundo. Algunos artefactos se han fechado con 67.000 años de antigüedad, mientras que los críticos suelen discutir los hallazgos. Se está consolidando el consenso sobre los artefactos datados en torno a los 37.000 años de antigüedad y posteriores. Se han encontrado artefactos fabricados con materiales duraderos, o construidos con métodos duraderos, que han sobrevivido. Por lo tanto, los especímenes encontrados no pueden ser ubicados irrefutablemente como los primeros instrumentos musicales.
En julio de 1995, el arqueólogo esloveno Ivan Turk descubrió una talla de hueso en la región noroeste de Eslovenia. La talla, denominada flauta de Divje Babe, presenta cuatro agujeros que el musicólogo canadiense Bob Fink determinó que podrían haber sido utilizados para tocar cuatro notas de una escala diatónica. Los investigadores estiman la antigüedad de la flauta entre 43.400 y 67.000 años, lo que la convierte en el instrumento musical más antiguo conocido y en el único instrumento musical asociado a la cultura neandertal. Sin embargo, algunos arqueólogos y etnomusicólogos discuten el estatus de la flauta como instrumento musical. Arqueólogos alemanes han encontrado flautas de hueso de mamut y de hueso de cisne que datan de 30.000 a 37.000 años de antigüedad en los Alpes suabos. Las flautas fueron fabricadas en el Paleolítico Superior, y son más comúnmente aceptadas como los instrumentos musicales más antiguos conocidos.
Se descubrieron evidencias arqueológicas de instrumentos musicales en las excavaciones del Cementerio Real en la ciudad Sumeria de Ur. Estos instrumentos, uno de los primeros conjuntos de instrumentos descubiertos hasta la fecha, incluyen nueve liras (Liras de Ur), dos arpas, una flauta doble de plata, un sistro y címbalos. Un conjunto de pipas de plata con sonido de lengüeta descubierto en Ur fue el probable predecesor de las gaitas modernas. Las pipas cilíndricas presentan tres orificios laterales que permitían a los jugadores producir una escala de tonos enteros. Estas excavaciones, llevadas a cabo por Leonard Woolley en la década de 1920, sacaron a la luz fragmentos de instrumentos no degradados y los huecos dejados por los segmentos degradados que, en conjunto, han servido para reconstruirlos. Las tumbas en las que se enterraron estos instrumentos han sido fechadas usando la técnica de carbono entre el 2600 y el 2500 a. C., proporcionando pruebas de que estos instrumentos se utilizaban en Sumeria en esta época.
Los arqueólogos del yacimiento de Jiahu del centro de la provincia de Henan de China han encontrado flautas hechas con huesos que datan de hace entre 7.000 y 9.000 años, que representan algunos de los "primeros instrumentos musicales completos, tocables, de fecha ajustada y multinóticos" jamás encontrados.

## Historia
Los estudiosos están de acuerdo en que no existen métodos completamente fiables para determinar la cronología exacta de los instrumentos musicales en las distintas culturas. Comparar y organizar los instrumentos en función de su complejidad es engañoso, ya que los avances en los instrumentos musicales a veces han reducido la complejidad. Por ejemplo, la construcción de los primeros tambores de hendidura implicaba la tala y el ahuecamiento de grandes árboles; los tambores de hendidura posteriores se hacían abriendo tallos de bambú, una tarea mucho más sencilla.
El musicólogo alemán Curt Sachs, uno de los más destacados musicólogos y etnólogos musicales de los tiempos modernos, sostiene que es engañoso ordenar el desarrollo de los instrumentos musicales por su elaboración, ya que las culturas avanzan a diferentes ritmos y tienen acceso a diferentes materias primas. Por ejemplo, los antropólogos contemporáneos que comparan instrumentos musicales de dos culturas que existieron al mismo tiempo pero que difieren en organización, cultura y artesanía no pueden determinar qué instrumentos son más "primitivos". Ordenar los instrumentos por la geografía tampoco es fiable, ya que no siempre se puede determinar cuándo y cómo las culturas se pusieron en contacto y compartieron conocimientos. Sin embargo, Sachs propuso que es preferible una cronología geográfica hasta aproximadamente el año 1400, debido a su limitada subjetividad. Más allá del año 1400, se puede seguir el desarrollo general de los instrumentos musicales en el tiempo.
La ciencia de marcar el orden de desarrollo de los instrumentos musicales se basa en artefactos arqueológicos, representaciones artísticas y referencias literarias. Dado que los datos de una vía de investigación pueden no ser concluyentes, las tres vías proporcionan una mejor imagen histórica.

### Prehistoria

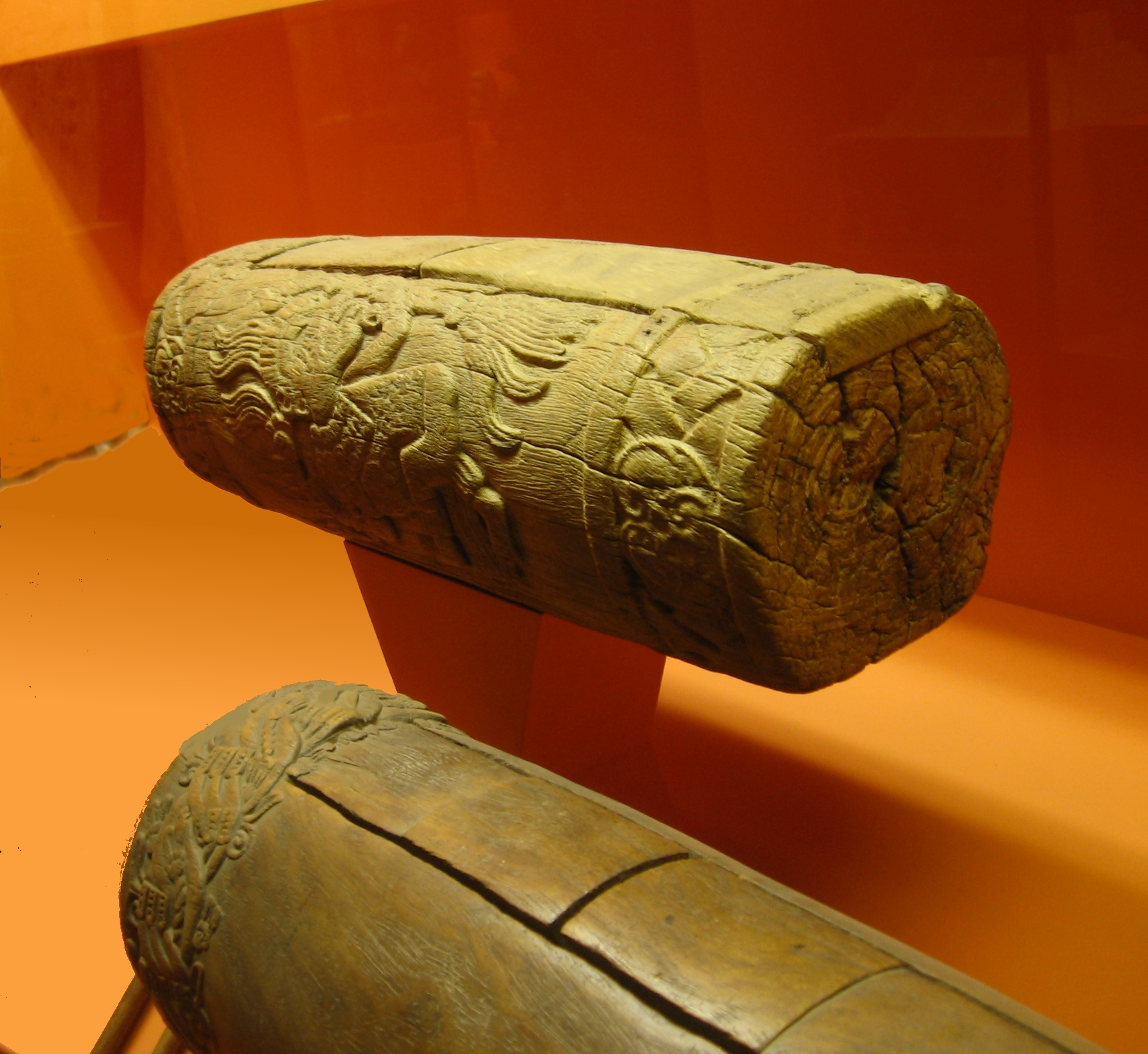
Dos tambores de hendidura aztecas (teponaztli). En la parte superior del tambor, en primer plano, se aprecian las características hendiduras en forma de H.

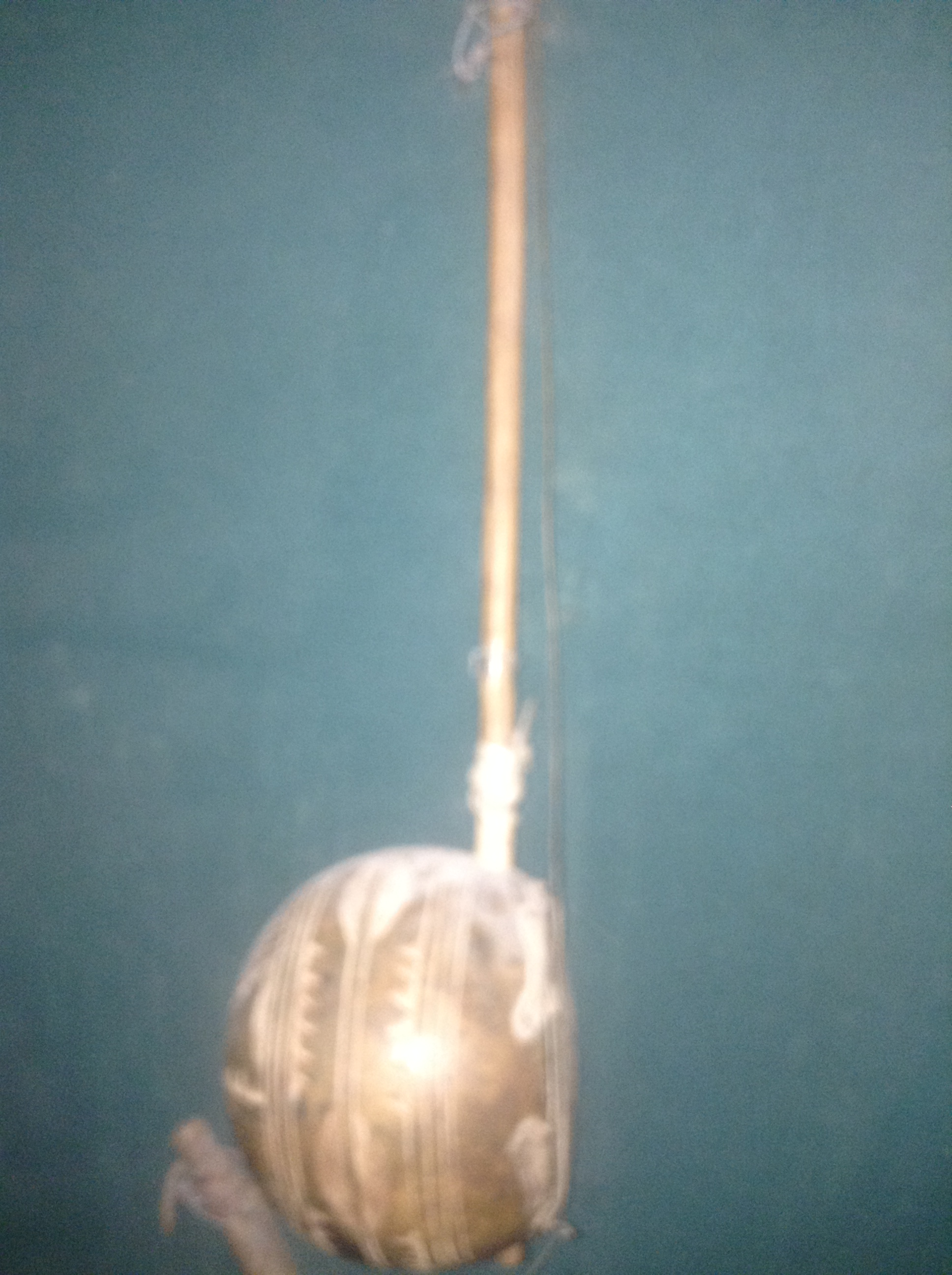
Guitarra (molo).

Hasta el siglo XIX d. C., las historias musicales escritas en Europa comenzaban con relatos mitológicos mezclados con escrituras sobre cómo se inventaron los instrumentos musicales. Dichos relatos incluían a Jubal, descendiente de Caín y "padre de todos los que manejan el arpa y el órgano" (Génesis 4:21) Pan, inventor de la pipas, y Mercurio, de quien se dice que convirtió un caparazón seco de tortuga en la primera lira. Las historias modernas han sustituido esta mitología por especulaciones antropológicas, a veces basadas en pruebas arqueológicas. Los estudiosos coinciden en que no hubo una "invención" definitiva del instrumento musical, ya que el término "instrumento musical" es subjetivo y difícil de definir.
Entre los primeros dispositivos externos al cuerpo humano que se consideran instrumentos se encuentran maracas, estampadores y diversos tambores. Estos instrumentos evolucionaron debido al impulso motor humano de añadir sonido a movimientos emocionales como la danza. Con el tiempo, algunas culturas asignaron funciones rituales a sus instrumentos musicales, utilizándolos para la caza y diversas ceremonias. Esas culturas desarrollaron instrumentos de percusión más complejos y otros instrumentos como cañas de cinta, flautas y trompetas. Algunas de estas etiquetas tienen connotaciones muy diferentes a las que se utilizan en la actualidad; las flautas y trompetas primitivas se etiquetan así por su operación y función básicas más que por su parecido con los instrumentos modernos. Entre las primeras culturas para las que los tambores desarrollaron una importancia ritual, incluso sagrada, se encuentran el pueblo Chukchi del Lejano Oriente ruso, los pueblos indígenas de Melanesia y muchas culturas de África. De hecho, los tambores eran omnipresentes en todas las culturas africanas. Una tribu de África oriental, los Wahinda, creían que era tan sagrado que ver un tambor sería fatal para cualquier persona que no fuera el sultán.
Con el tiempo, los humanos desarrollaron el concepto de utilizar instrumentos musicales para producir melodía, que antes solo era común en el canto. Al igual que el proceso de reduplicación en el lenguaje, los instrumentistas desarrollaron primero la repetición y luego el arreglo. Una de las primeras formas de melodía se producía golpeando dos tubos de estampación de tamaños ligeramente diferentes: un tubo producía un sonido "claro" y el otro respondía con un sonido "más oscuro". Entre los pares de instrumentos de este tipo también se encontraban las churingas, los tambores de hendidura, las caracolas y los tambores de piel. Las culturas que utilizaban estos pares de instrumentos los asociaban con el género; el "padre" era el instrumento más grande o más enérgico, mientras que la "madre" era el instrumento más pequeño o más apagado. Los instrumentos musicales existieron en esta forma durante miles de años antes de que los patrones de tres o más tonos evolucionaran en la forma del primer xilófono. Los xilófonos se originaron en el continente y en el archipiélago del sureste asiático, extendiéndose finalmente a África, América y Europa. Junto con los xilófonos, que iban desde simples conjuntos de tres "barras de piernas" hasta conjuntos cuidadosamente afinados de barras paralelas, varias culturas desarrollaron instrumentos como el arpa de tierra, la cítara de tierra, el arco musical y el arpa de boca. Investigaciones recientes sobre el desgaste por el uso y la acústica de los artefactos de piedra han revelado una posible nueva clase de instrumento musical prehistórico, conocido como litófonos.

### Antigüedad

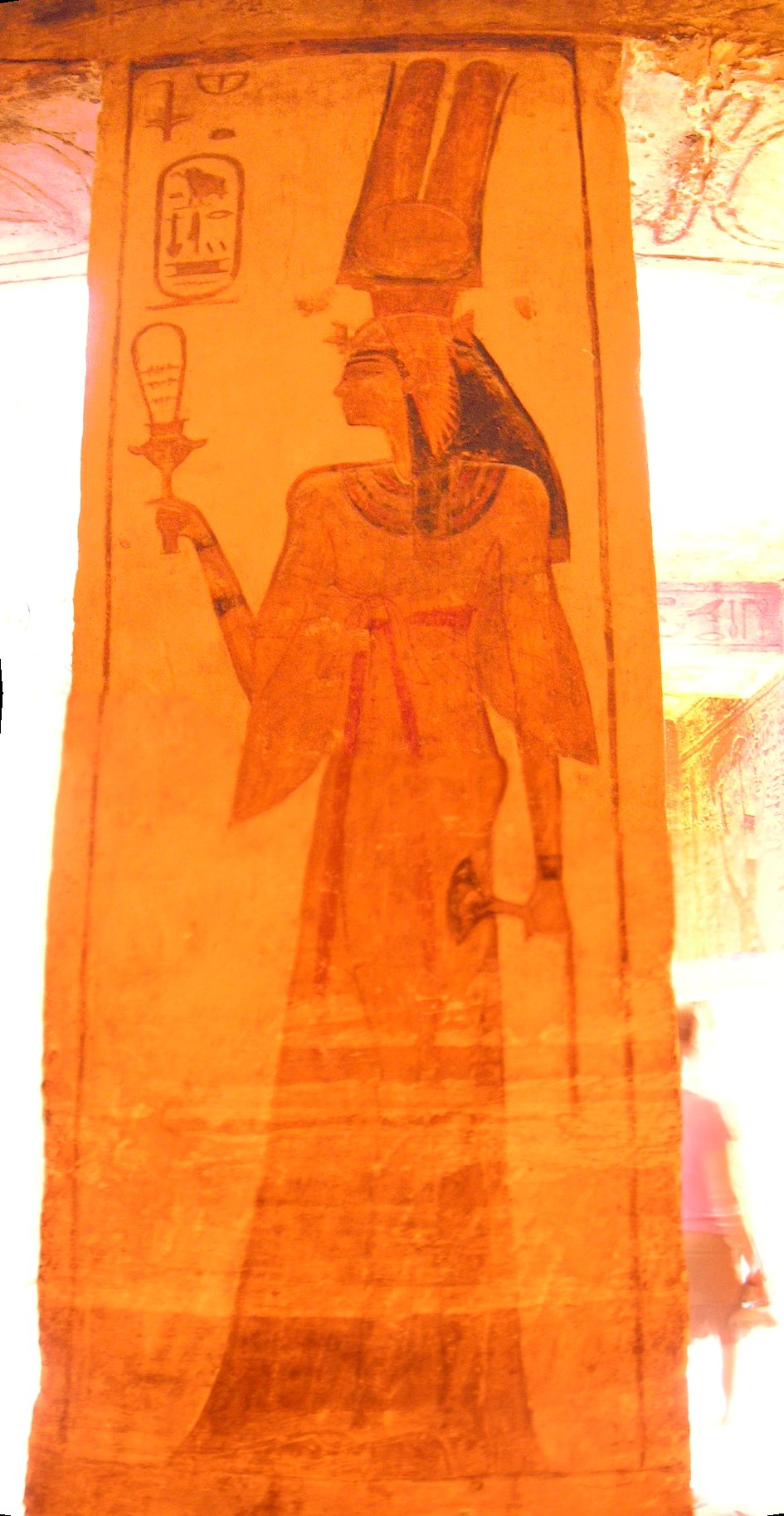
Nefertari tocando un sistro (templo de Abu Simbel).

Las imágenes de instrumentos musicales comienzan a aparecer en los artefactos mesopotámicos en el 2800 a. C. o antes. A partir del año 2000 a. C., las culturas de Sumeria y Babilonia comenzaron a delinear dos clases distintas de instrumentos musicales debido a la división del trabajo y a la evolución del sistema de clases. Los instrumentos populares, sencillos y tocables por cualquiera, evolucionaron de forma diferente a los instrumentos profesionales cuyo desarrollo se centró en la eficacia y la habilidad. A pesar de este desarrollo, se han recuperado muy pocos instrumentos musicales en Mesopotamia. Los estudiosos deben basarse en artefactos y textos cuneiformes escritos en sumeria o acadia para reconstruir la historia temprana de los instrumentos musicales en Mesopotamia. Incluso el proceso de asignación de nombres a estos instrumentos es un reto, ya que no hay una clara distinción entre los diversos instrumentos y las palabras utilizadas para describirlos.
Aunque los artistas sumerios y babilónicos representaron principalmente instrumentos ceremoniales, los historiadores han distinguido seis idiófonos utilizados en la Mesopotamia primitiva: palos de conmoción, badajos, sistra, campanas, címbalos y sonajas. Los sistra se representan de forma destacada en un gran relieve de Amenhotep III, y son de especial interés porque se han encontrado diseños similares en lugares lejanos como Tiflis, Georgia y entre los nativos americanos de la tribu Yaqui. Los pueblos de Mesopotamia preferían instrumentos de cuerda, como lo demuestra su proliferación en figurillas, placas y sellos mesopotámicos. Se representan innumerables variedades de arpas, así como liras y laúdes, precursores de instrumentos de cuerda modernos como el violín.

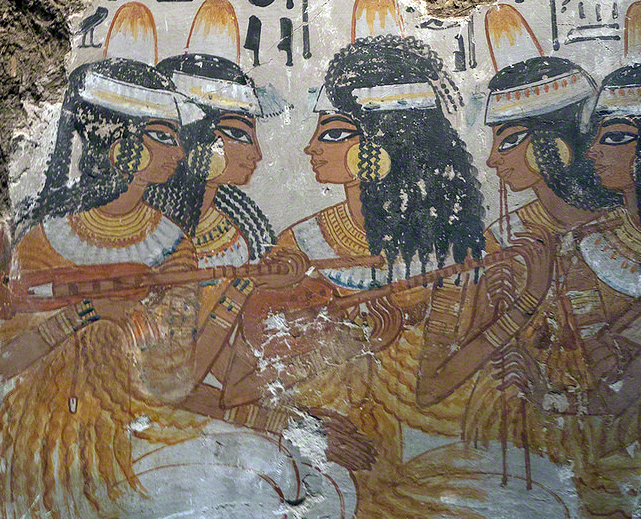
Pintura sepulcral del Antiguo Egipto que representa a tocadores de laúd, Dinastía XVIII (c. 1350 a. C.).

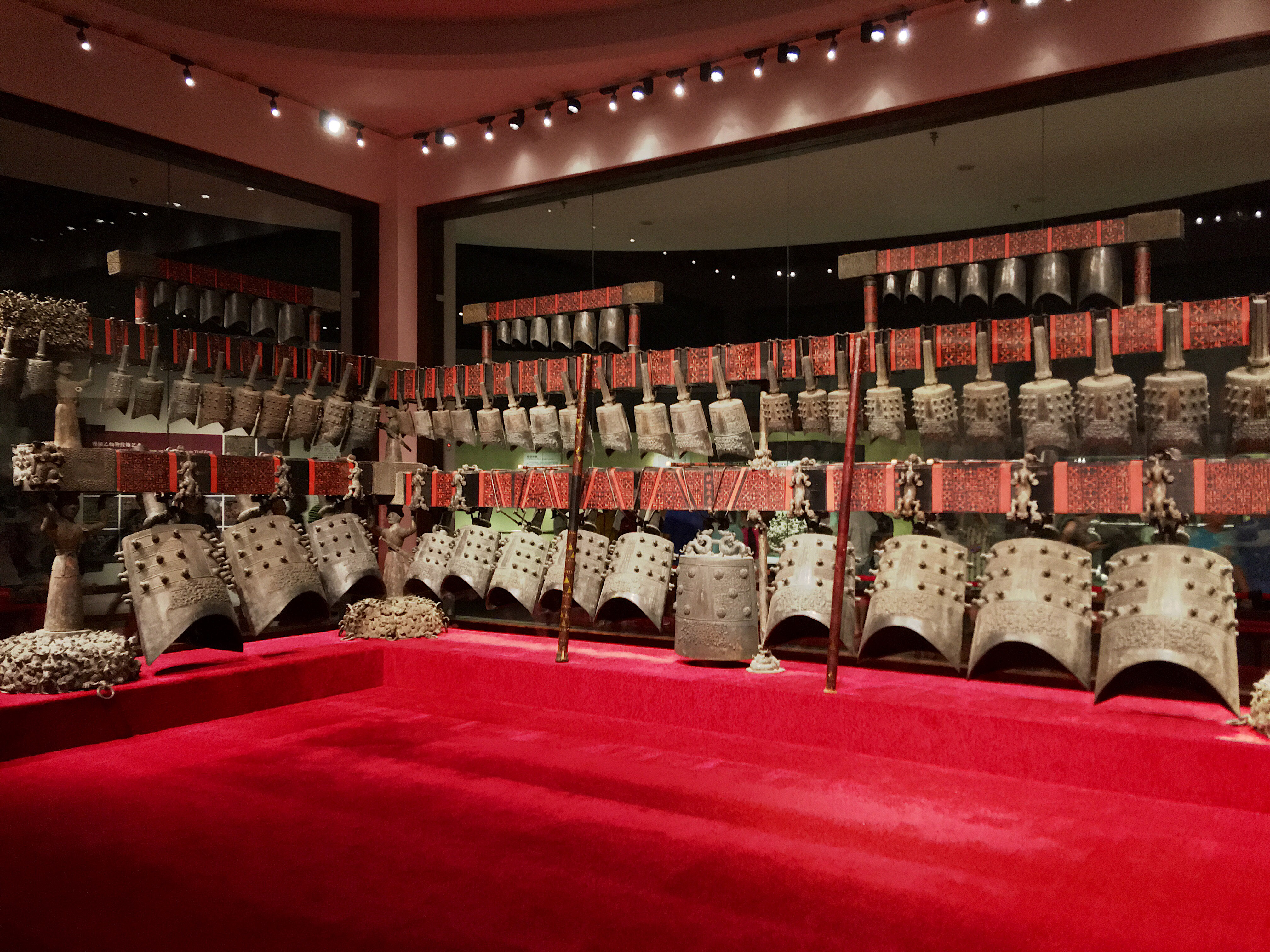
El monumental Bianzhong del marqués Yi de Zeng, de Hubei

Los instrumentos musicales utilizados por la cultura egipcia antes del 2700 a. C. presentaban una sorprendente similitud con los de Mesopotamia, lo que llevó a los historiadores a concluir que las civilizaciones debían estar en contacto entre sí. Sachs señala que Egipto no poseía ningún instrumento que la cultura sumeria no poseyera también. Sin embargo, hacia el 2700 a. C. los contactos culturales parecen haberse disipado; la lira, un instrumento ceremonial prominente en Sumer, no apareció en Egipto hasta dentro de 800 años. Los badajos y los palos de conmoción aparecen en los vasos egipcios ya en el 3000 a. C.. La civilización también hizo uso de sistra, flautas verticales, clarinetes dobles, arpas arqueadas y angulares, y varios tambores.
Se dispone de poca historia en el período comprendido entre el 2700 a. C. y el 1500 a. C., ya que Egipto (y de hecho, Babilonia) entró en un largo y violento período de guerra y destrucción. Este período vio a los casitas destruir el babilónico en Mesopotamia y a los hicsos destruir el reino medio de Egipto. Cuando los faraones de Egipto conquistaron el suroeste de Asia en torno al año 1500 a. C., los lazos culturales con Mesopotamia se renovaron y los instrumentos musicales de Egipto también reflejaron una fuerte influencia de las culturas asiáticas. Bajo sus nuevas influencias culturales, el pueblo del Nuevo Reino comenzó a utilizar oboes, trompetas, liras, laúds, castañuelas y címbalos.
A diferencia de Mesopotamia y Egipto, los músicos profesionales no existían en Israel entre 2000 y 1000 a. C. Mientras que la historia de los instrumentos musicales en Mesopotamia y Egipto se basa en representaciones artísticas, la cultura en Israel produjo pocas representaciones de este tipo. Por lo tanto, los estudiosos deben basarse en la información obtenida de la Biblia y el Talmud. La textos en hebreo menciona dos instrumentos prominentes asociados con Jubal: el ugab (pipas) y el kinnor (lira). Otros instrumentos de la época eran el tof (tambor de marco), el pa'amon (pequeñas campanas o cascabeles), el shofar y la hasosra, parecida a una trompeta.
La instauración de una monarquía en Israel durante el s. XI a. C. produjo los primeros músicos profesionales y con ellos un aumento drástico del número y la variedad de instrumentos musicales. Sin embargo, la identificación y clasificación de los instrumentos sigue siendo un reto debido a la falta de interpretaciones artísticas. Por ejemplo, existieron instrumentos de cuerda de diseño incierto llamados nevals y asors, pero ni la arqueología ni la etimología pueden definirlos claramente. En su libro A Survey of Musical Instruments, la musicóloga estadounidense Sibyl Marcuse propone que el nevel debe ser similar al arpa vertical debido a su relación con nabla, el término fenicio para «arpa».
En Grecia, Roma y Etruria, el uso y desarrollo de los instrumentos musicales contrastaba con los logros de esas culturas en arquitectura y escultura. Los instrumentos de la época eran sencillos y prácticamente todos fueron importados de otras culturas. Las liras eran el instrumento principal, ya que los músicos las utilizaban para honrar a los dioses. Los griegos tocaban una variedad de instrumentos de viento que clasificaban como aulós (cañas) o syrinx (flautas); los escritos griegos de esa época reflejan un serio estudio de la producción de cañas y de la técnica de ejecución. Los romanos tocaban instrumentos de lengüeta denominados tibia, con orificios laterales que podían abrirse o cerrarse, lo que permitía una mayor flexibilidad en los modos de tocar. Otros instrumentos de uso común en la región eran las arpas verticales derivadas de las de Oriente, los laúdes de diseño egipcio, varias pipas y órganos, y los badajos, que eran tocados principalmente por mujeres.
Las pruebas de que las primeras civilizaciones de la India utilizaban instrumentos musicales son casi inexistentes, por lo que es imposible atribuir de forma fiable los instrumentos a las culturas que hablaban las lenguas munda y dravídica, que fueron las primeras en establecerse en la zona. La historia de los instrumentos musicales en la zona comienza más bien con la civilización del Valle del Indo que surgió alrededor del año 3000 a. C. Varias sonajas y silbatos encontrados entre los artefactos excavados son la única evidencia física de instrumentos musicales. Una estatuilla de arcilla indica el uso de tambores, y el examen de la escritura del Indo también ha revelado representaciones de arpas arqueadas verticales idénticas en diseño a las representadas en los artefactos sumerios. Este descubrimiento es uno de los muchos indicios de que las culturas del Valle del Indo y de Sumeria mantuvieron un contacto cultural. La evolución posterior de los instrumentos musicales en la India se produjo con el Rigveda, o los himnos. En estos cantos se utilizaban varios tambores, trompetas de concha, arpas y flautas. Otros instrumentos destacados en uso durante los primeros siglos de nuestra era eran el engañador de serpientes clarinete doble, gaitas, tambores de barril, flautas cruzadas y laúdes cortos. En total, la India no tuvo instrumentos musicales únicos hasta la época postclásica.
Los instrumentos musicales como las cítaras aparecieron en los escritos chinos alrededor del s. XII a. C. y antes. Los primeros filósofos chinos, como Confucio (551-479 a. C.), Mencio (372-289 a. C.) y Laozi, influyeron en el desarrollo de los instrumentos musicales en China, adoptando una actitud hacia la música similar a la de los griegos. Los chinos creían que la música era una parte esencial del carácter y la comunidad, y desarrollaron un sistema único de clasificación de sus instrumentos musicales según su composición material.
Los idiófonos eran extremadamente importantes en la música china, de ahí que la mayoría de los primeros instrumentos fueran idiófonos. La poesía de la dinastía Shang menciona campanas, carillones, tambores y flautas globulares talladas en hueso, estas últimas excavadas y conservadas por los arqueólogos. La dinastía Zhou vio instrumentos de percusión como badajos, artesas, peces de madera, y yǔ (tigre de madera). Los instrumentos de viento como la flauta, las flautas de pan, las flautas de pico y los órganos bucales también aparecieron en este periodo. El xiao (una flauta soplada de extremo) y varios otros instrumentos que se extendieron por muchas culturas, entraron en uso en China durante y después de la dinastía Han.

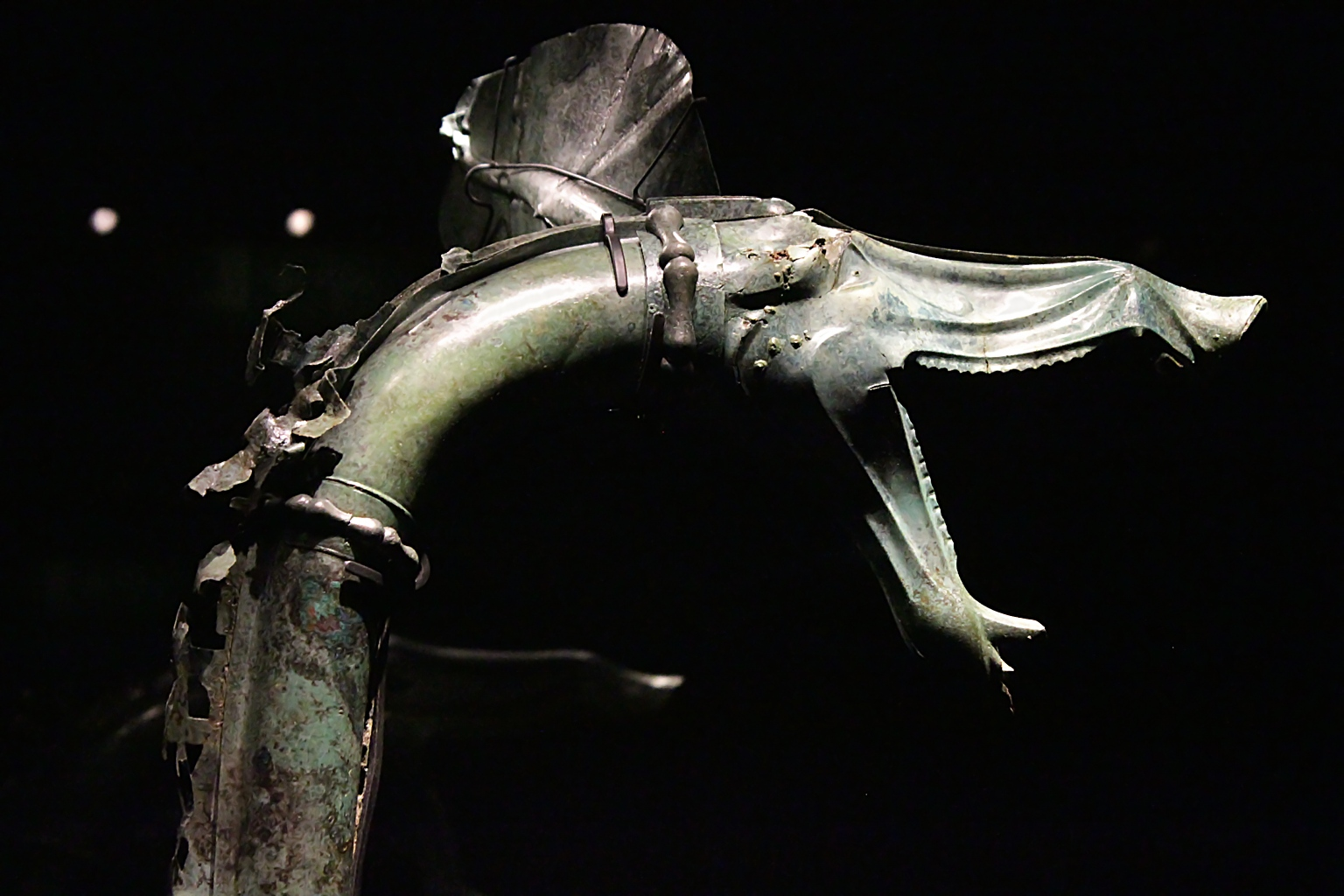
Cárnix descubierto en Tintignac

Aunque las civilizaciones de América Central alcanzaron un nivel de sofisticación relativamente alto en el siglo XI d. C., se quedaron atrás respecto a otras civilizaciones en el desarrollo de instrumentos musicales. Por ejemplo, no tenían instrumentos de cuerda; todos sus instrumentos eran idiófonos, tambores e instrumentos de viento como flautas y trompetas. De éstos, solo la flauta era capaz de producir una melodía. En cambio, las civilizaciones precolombinas de América del Sur de zonas como los actuales Perú, Colombia, Ecuador, Bolivia y Chile eran menos avanzadas culturalmente pero más avanzadas musicalmente. Las culturas sudamericanas de la época utilizaban zampoñas, así como variedades de flautas, idiófonos, tambores y trompetas de concha o madera.
Un instrumento que se puede atestiguar de la Edad de Hierro Celtas es el carnyx que está fechado en el año ~300 a. C., el instrumento alargado en forma de trompeta que tenía el extremo de la campana elaborada en bronce en forma de una cabeza de animal gritando que se sostenía en alto por encima de sus cabezas, cuando se soplaba en él, el carnyx emitía un sonido profundo y áspero, la cabeza también tenía una lengua que chasqueaba cuando vibraba, la intención del instrumento era utilizarlo en el campo de batalla para intimidar a sus oponentes.

### Edad postclásica/Edad Media
Durante el período de tiempo que se denomina vagamente como la época postclásica y Europa en particular como la Edad Media, China desarrolló una tradición de integración de la influencia musical de otras regiones. El primer registro de este tipo de influencia data del año 384 d. C., cuando China estableció una orquesta en su corte imperial tras una conquista en el Turquestán. Le siguieron influencias de Oriente Medio, Persia, India, Mongolia y otros países. De hecho, la tradición china atribuye muchos instrumentos musicales de este periodo a esas regiones y países. Los platillos ganaron popularidad, junto con trompetas más avanzadas, clarinetes, pianos, oboes, flautas, tambores y laúdes. Algunas de las primeras cítaras de arco aparecieron en China en el siglo IX o X, influenciadas por la cultura mongola.
La India experimentó un desarrollo similar al de China en la época postclásica; sin embargo, los instrumentos de cuerda se desarrollaron de forma diferente al adaptarse a distintos estilos musicales. Mientras que los instrumentos de cuerda de China estaban diseñados para producir tonos precisos capaces de igualar los tonos de las campanas, los instrumentos de cuerda de la India eran considerablemente más flexibles. Esta flexibilidad se adaptaba a los deslizamientos y trémolos de la música hindú. El ritmo tenía una importancia primordial en la música india de la época, como demuestra la frecuente representación de tambores en los relieves que datan de la época postclásica. El énfasis en el ritmo es un aspecto nativo de la música india. Los historiadores dividen el desarrollo de los instrumentos musicales en la India medieval entre los periodos preislámico e islámico debido a la diferente influencia que proporcionó cada periodo.

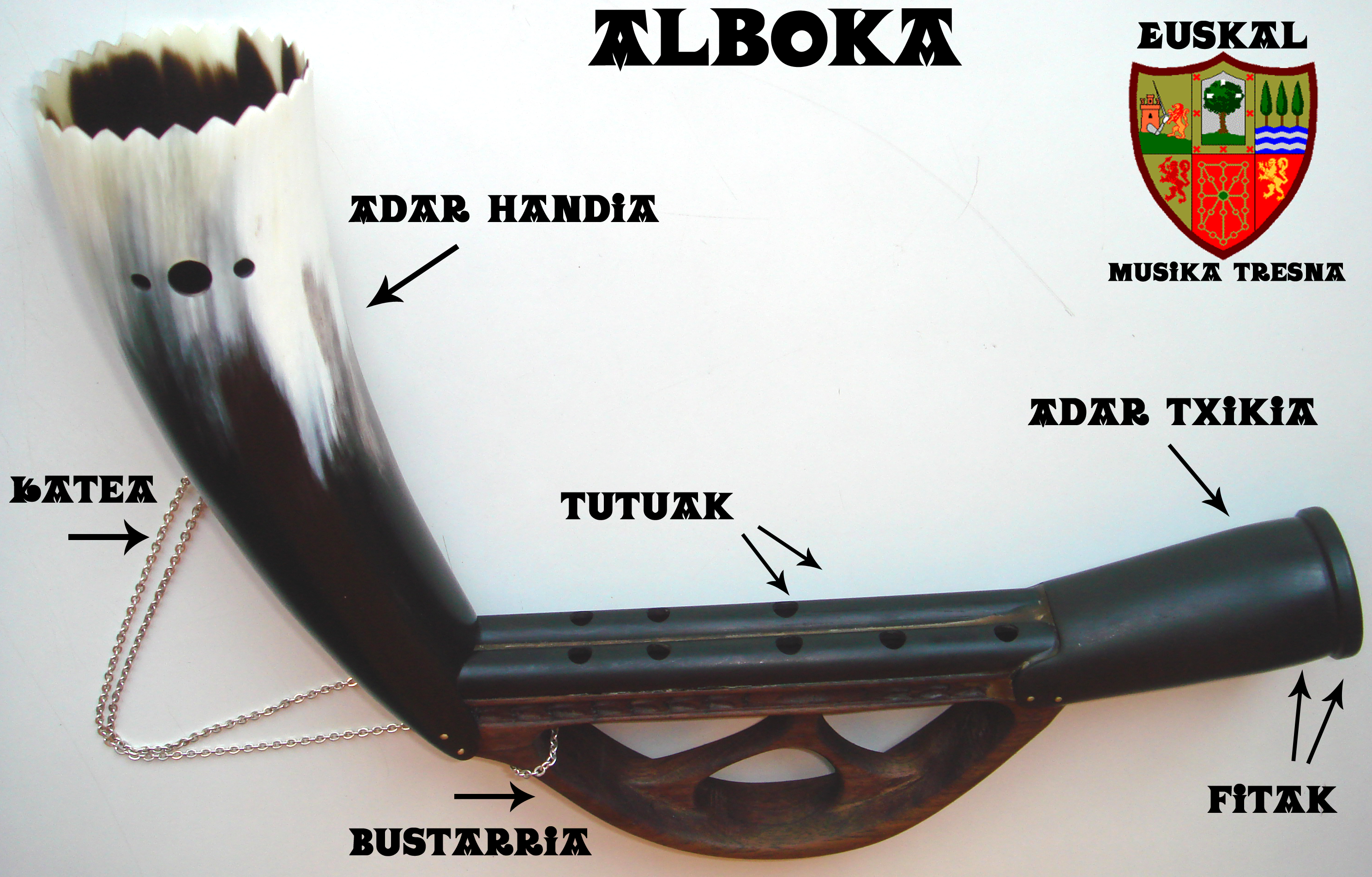
El Alboka tiene una lengüeta doble que vibra cuando se sopla en el tubo pequeño. El tubo regula la melodía y la trompa grande amplifica el sonido.

En la época preislámica, los idiófonos como campanas de mano, címbalos e instrumentos peculiares parecidos a los gongs fueron muy utilizados en la música hindú. El instrumento parecido al gong era un disco de bronce que se golpeaba con un martillo en lugar de un mazo. Los tambores tubulares, las cítaras de palo (veena), las violas cortas, las flautas dobles y triples, las trompetas enrolladas y los cuernos curvos de la India surgieron en este periodo de tiempo. Las influencias islámicas trajeron nuevos tipos de tambor, perfectamente circulares u octogonales en contraposición a los tambores irregulares preislámicos. La influencia persa trajo oboes y sitars, aunque los sitares persas tenían tres cuerdas y la versión india tenía de cuatro a siete. La cultura islámica también introdujo los instrumentos de doble clarinete como el Alboka (del árabe, al-buq o "cuerno") hoy en día solo vivo en País Vasco. Debe tocarse utilizando la técnica de la respiración circular.

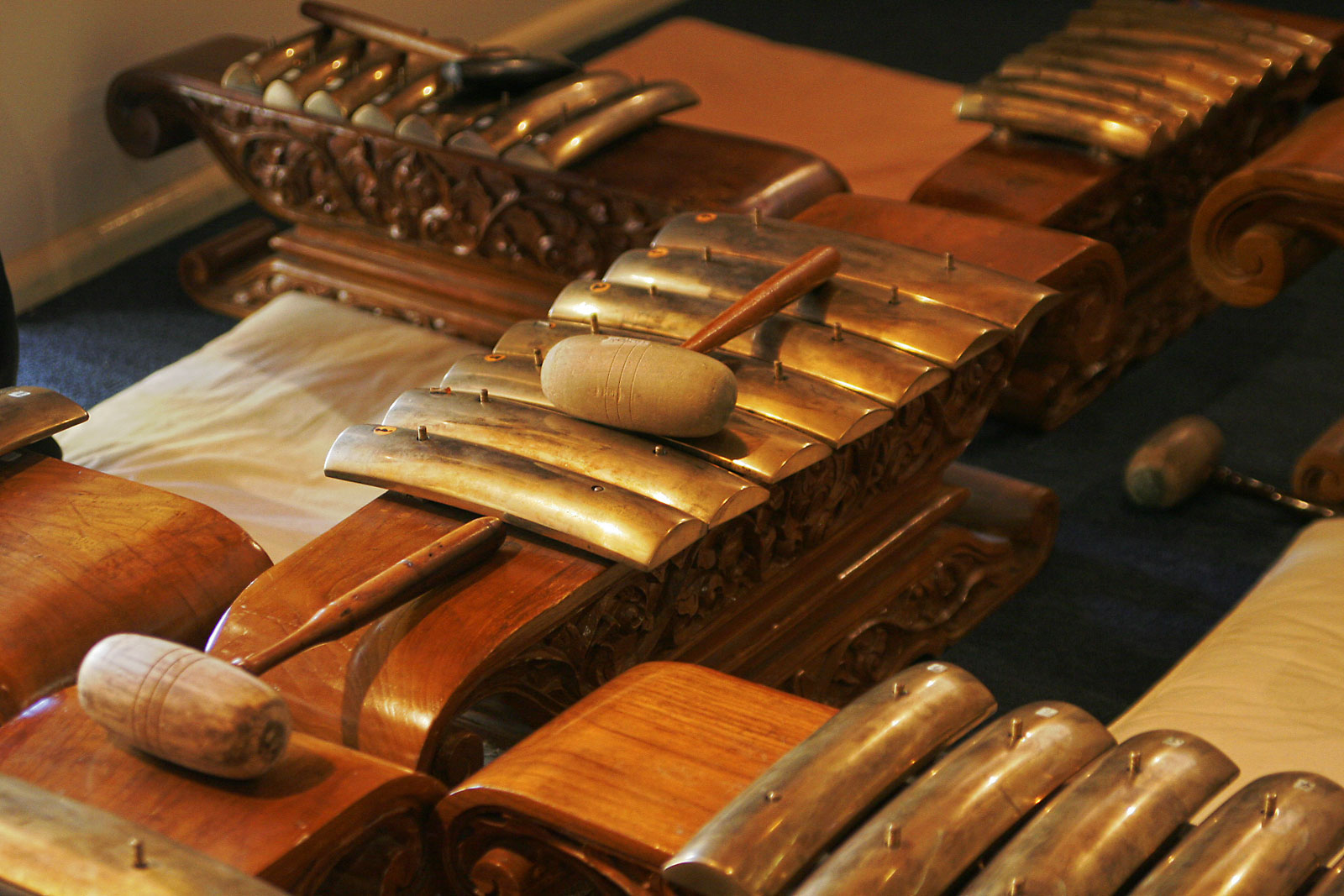
Un metalófono indonesio.

Entre las innovaciones musicales del sudeste asiático se encuentran las que se produjeron durante un periodo de influencia india que finalizó en torno al año 920 d. C. La música de los balineses y de los javaneses hizo uso de xilófonos y metalófonos, versiones en bronce de los primeros. El instrumento musical más destacado e importante del sudeste asiático era el gong. Aunque el gong probablemente se originó en la zona geográfica entre Tíbet y Birmania, formaba parte de todas las categorías de actividad humana en el sudeste asiático marítimo, incluida Java.
Las zonas de Mesopotamia y la Península arábiga experimentan un rápido crecimiento y un intercambio de instrumentos musicales una vez que se unieron por la cultura islámica en el siglo VII. Los tambores de armazón y los cilíndricos de diversas profundidades tuvieron una inmensa importancia en todos los géneros musicales. Los oboes cónicos participaban en la música que acompañaba las ceremonias de boda y circuncisión. Las miniaturas persas proporcionan información sobre el desarrollo de los tambores de canasta en Mesopotamia que se extendieron hasta Java. Varios laúdes, cítaras, dulcimers y arpas se extendieron hasta Madagascar al sur y la actual Sulawesi al este.
A pesar de las influencias de Grecia y Roma, la mayoría de los instrumentos musicales en Europa durante la Edad Media procedían de Asia. La lira es el único instrumento musical que puede haberse inventado en Europa hasta este periodo. Los instrumentos de cuerda eran prominentes en la Europa de la Edad Media. Las regiones del centro y del norte utilizaban principalmente laúdes, instrumentos de cuerda con cuello, mientras que la región del sur utilizaba liras, que presentaban un cuerpo de dos brazos y un travesaño. Diversas arpas sirvieron a Europa central y septentrional hasta el norte de Irlanda, donde el arpa acabó convirtiéndose en un símbolo nacional. Las liras se propagaron por las mismas zonas, hasta el este de Estonia.
La música europea entre el 800 y el 1100 se volvió más sofisticada, requiriendo con mayor frecuencia instrumentos capaces de polifonía. El geógrafo persa del siglo IX Ibn Khordadbeh mencionó en su discusión lexicográfica de los instrumentos musicales que, en el Imperio bizantino, los instrumentos típicos incluían el urghun (órgano), el shilyani (probablemente un tipo de arpa o lira), el salandj (probablemente una gaita) y la lyra. La lira bizantina, un arco instrumento de cuerda, es un ancestro de la mayoría de los instrumentos de arco europeos, incluido el violín.
El monocordio servía para medir con precisión las notas de una escala musical, lo que permitía hacer arreglos musicales más precisos. La zanfoña mecánica permitía a los músicos solitarios tocar arreglos más complicados que los que haría una fídula; ambos eran instrumentos populares destacados en la Edad Media. Los europeos del sur tocaban laúdes cortos y largos cuyas clavijas se extendían hacia los lados, a diferencia de las clavijas orientadas hacia atrás de los instrumentos del centro y norte de Europa. Los idiófonos, como las campanas y los badajos, servían para diversos fines prácticos, como avisar de la llegada de un leproso.
En el siglo IX aparecieron las primeras gaitas, que se extendieron por toda Europa y tuvieron muchos usos, desde instrumentos folclóricos hasta instrumentos militares. La construcción de órganos neumáticos evolucionó en Europa a partir de la España del V, extendiéndose a Inglaterra en torno al año 700. Los instrumentos resultantes variaban en tamaño y uso, desde órganos portátiles que se llevaban al cuello hasta grandes órganos de tubos. Los relatos literarios sobre los órganos que se tocaban en las abadías benedictinas inglesas hacia finales del X son las primeras referencias a órganos conectados a las iglesias. Los tañedores de lengüeta de la Edad Media se limitaban a oboes; no existen evidencias de clarinetes durante este periodo.

### Moderno

#### Clásico occidental

##### Renacimiento
El desarrollo de los instrumentos musicales estuvo dominado por el Occidente a partir de 1400, de hecho, los cambios más profundos se produjeron durante el período del Renacimiento. Los instrumentos adquirieron otros fines que el de acompañar el canto o la danza, y los intérpretes los utilizaron como instrumentos solistas. Los teclados y los laúdes se desarrollaron como instrumentos polifónicos, y los compositores arreglaron piezas cada vez más complejas utilizando una tablatura más avanzada. Los compositores también comenzaron a diseñar piezas musicales para instrumentos específicos. En la segunda mitad del XVI, la orquestación se convirtió en una práctica común como método para escribir música para una variedad de instrumentos. Los compositores ahora especificaban la orquestación donde antes los intérpretes individuales aplicaban su propio criterio. El estilo polifónico dominó la música popular, y los fabricantes de instrumentos respondieron en consecuencia.

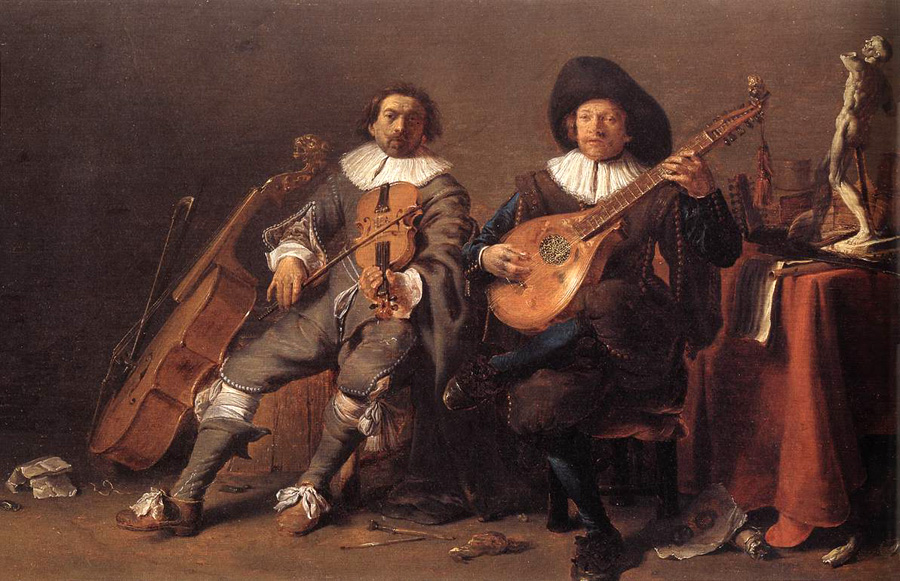
El dúo, del pintor neerlandés Cornelis Saftleven, c. 1635. Muestra a un violín y una cítara.

A partir del año 1400, aproximadamente, el ritmo de desarrollo de los instrumentos musicales se incrementó en serio, ya que las composiciones exigían sonidos más dinámicos. También se empezaron a escribir libros sobre la creación, la interpretación y la catalogación de instrumentos musicales; el primer libro de este tipo fue el tratado de Sebastian Virdung de 1511 Musica getuscht und ausgezogen ('Música germanizada y abstraída'). La obra de Virdung destaca por ser especialmente minuciosa al incluir descripciones de instrumentos "irregulares" como los cuernos de cazador y los cencerros de vaca, aunque Virdung se muestra crítico con los mismos. Le siguieron otros libros, como el de Arnolt Schlick, Spiegel der Orgelmacher und Organisten ('Espejo de los organeros y organistas') al año siguiente, un tratado sobre la construcción y la interpretación de órganos. De los libros de instrucción y referencias publicados en la época del Renacimiento, uno destaca por su detallada descripción y representación de todos los instrumentos de viento y cuerda, incluyendo sus tamaños relativos. Este libro, el Syntagma musicum de Michael Praetorius, se considera actualmente una referencia autorizada de los instrumentos musicales del XVI.
En el XVI, los constructores de instrumentos musicales dieron a la mayoría de los instrumentos -como el violín- las "formas clásicas" que conservan en la actualidad. También se desarrolló un énfasis en la belleza estética; los oyentes estaban tan satisfechos con la apariencia física de un instrumento como con su sonido. Por lo tanto, los constructores prestaron especial atención a los materiales y a la mano de obra, y los instrumentos se convirtieron en objetos de colección en hogares y museos. Fue durante este periodo cuando los constructores comenzaron a construir instrumentos del mismo tipo en varios tamaños para satisfacer la demanda de los consorts, o conjuntos que interpretaban obras escritas para estos grupos de instrumentos.
Los constructores de instrumentos desarrollaron otras características que perduran en la actualidad. Por ejemplo, aunque ya existían órganos con múltiples teclados y pedales, los primeros órganos con paradas de solista surgieron a principios del XV. Estas paradas estaban destinadas a producir una mezcla de timbres, un desarrollo necesario para la complejidad de la música de la época. Las trompetas evolucionaron hasta su forma moderna para mejorar la portabilidad, y los intérpretes utilizaban sordinas para integrarse adecuadamente en la música de cámara.

##### Barroco

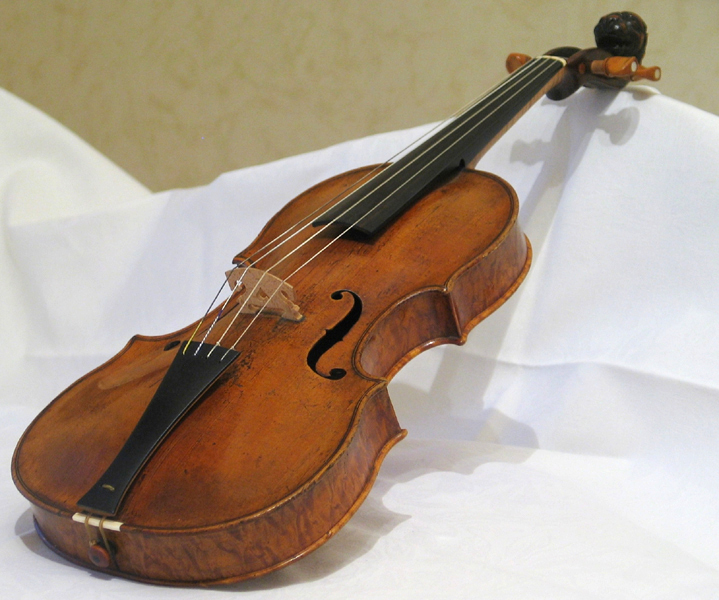
Violín barroco Jacob Stainer de 1658.

A partir del XVII, los compositores empezaron a escribir obras de mayor grado emocional. Consideraron que la polifonía se adaptaba mejor al estilo emocional que buscaban y empezaron a escribir partes musicales para instrumentos que complementaran la voz humana cantada. Como resultado, muchos instrumentos que eran incapaces de rangos y dinámicas más grandes, y por lo tanto se consideraban poco emocionales, cayeron en desgracia. Uno de estos instrumentos era la chirimía. Los instrumentos de arco como el violín, la viola, el barítono y varios laúdes dominaban la música popular. Sin embargo, a partir de alrededor de 1750, el laúd desapareció de las composiciones musicales en favor de la creciente popularidad de la guitarra. A medida que aumentaba la prevalencia de las orquestas de cuerda, se readmitieron instrumentos de viento como la flauta, el oboe y el fagot para contrarrestar la monotonía de escuchar solo cuerdas.
A mediados del siglo XVII, lo que se conocía como cuerno de cazador sufrió una transformación en un "instrumento de arte" que consistía en un tubo alargado, un calibre más estrecho, una campana más ancha y un rango mucho más amplio. Los detalles de esta transformación no están claros, pero la moderna trompa, había surgido en 1725. Apareció la trompeta deslizante, una variación que incluye una boquilla de garganta larga que se deslizaba hacia dentro y hacia fuera, permitiendo al intérprete infinitos ajustes en afinación. Esta variación de la trompeta no fue muy popular debido a la dificultad que entrañaba tocarla. Los órganos sufrieron cambios tonales en el periodo barroco, ya que fabricantes como Abraham Jordan de Londres hicieron que los registros fueran más expresivos y añadieron dispositivos como pedales expresivos. Sachs consideró esta tendencia como una "degeneración" del sonido general del órgano.

##### Clásico y romántico

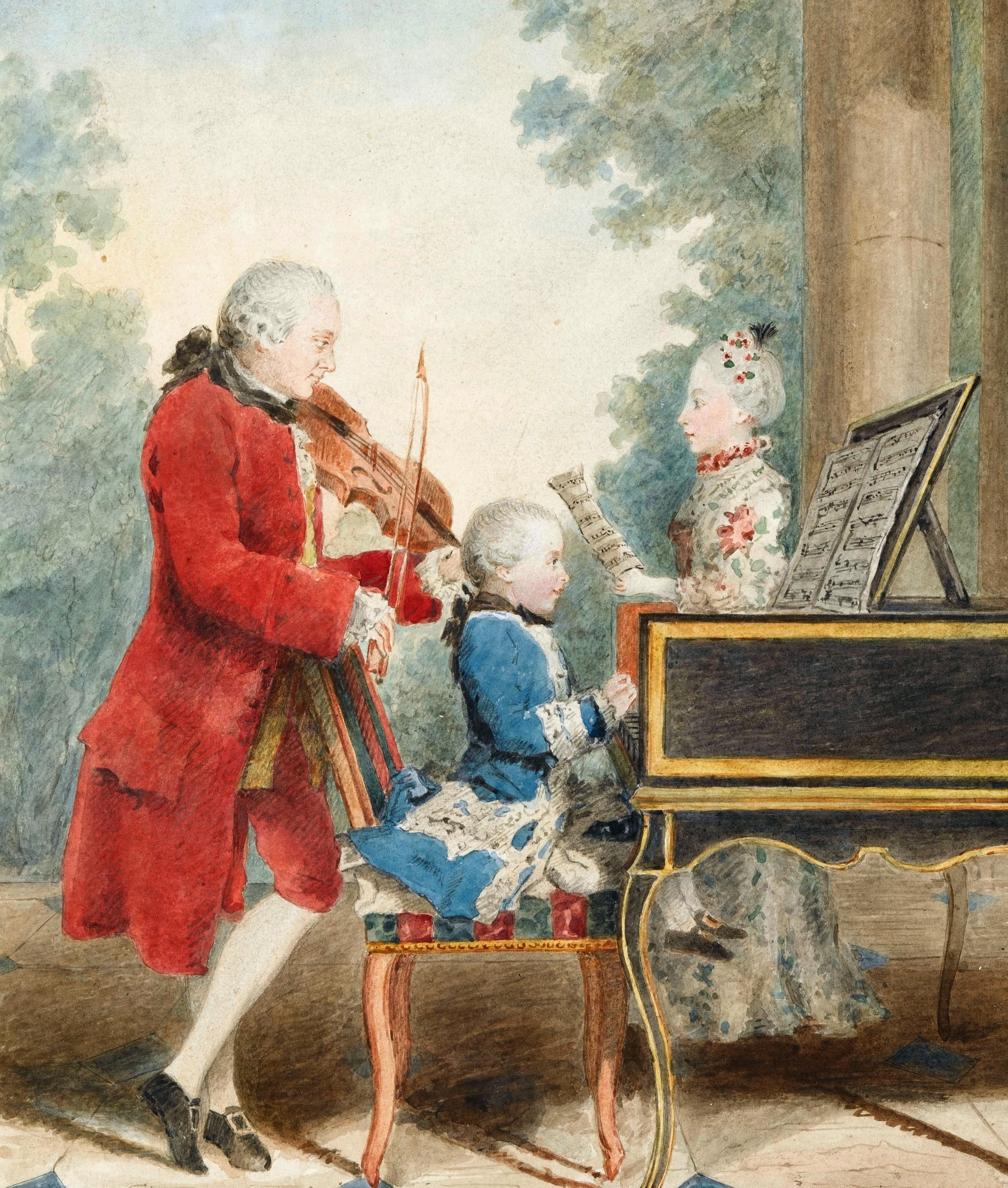
Wolfgang Amadeus Mozart toca el teclado mientras su padre, Leopold Mozart, toca el violín.

Durante los periodos Clásico y Romántico de la música, que duraron aproximadamente de 1750 a 1900, se desarrollaron e introdujeron en la música popular muchos instrumentos musicales capaces de producir nuevos timbres y mayor volumen. Los cambios de diseño que ampliaron la calidad de los timbres permitieron a los instrumentos producir una mayor variedad de expresión. Las grandes orquestas ganaron en popularidad y, paralelamente, los compositores se empeñaron en producir partituras orquestales completas que aprovecharan las capacidades expresivas de los instrumentos modernos. Dado que los instrumentos participaban en colaboraciones de una escala mucho mayor, sus diseños tuvieron que evolucionar para adaptarse a las exigencias de la orquesta.
Algunos instrumentos también tuvieron que volverse más ruidosos para llenar salas más grandes y ser escuchados por encima de orquestas de tamaño considerable. Las flautas y los instrumentos de arco sufrieron muchas modificaciones y cambios de diseño -la mayoría de ellos infructuosos- en un esfuerzo por aumentar el volumen. Otros instrumentos se modificaron simplemente para que pudieran interpretar sus partes en las partituras. Las trompetas tenían tradicionalmente un rango "defectuoso": eran incapaces de producir ciertas notas con precisión. Nuevos instrumentos como el clarinete, el saxofón y la tuba se convirtieron en elementos fijos de las orquestas. Instrumentos como el clarinete también crecieron en "familias" enteras de instrumentos capaces de diferentes rangos: clarinetes pequeños, clarinetes normales, clarinetes bajos, y así sucesivamente.

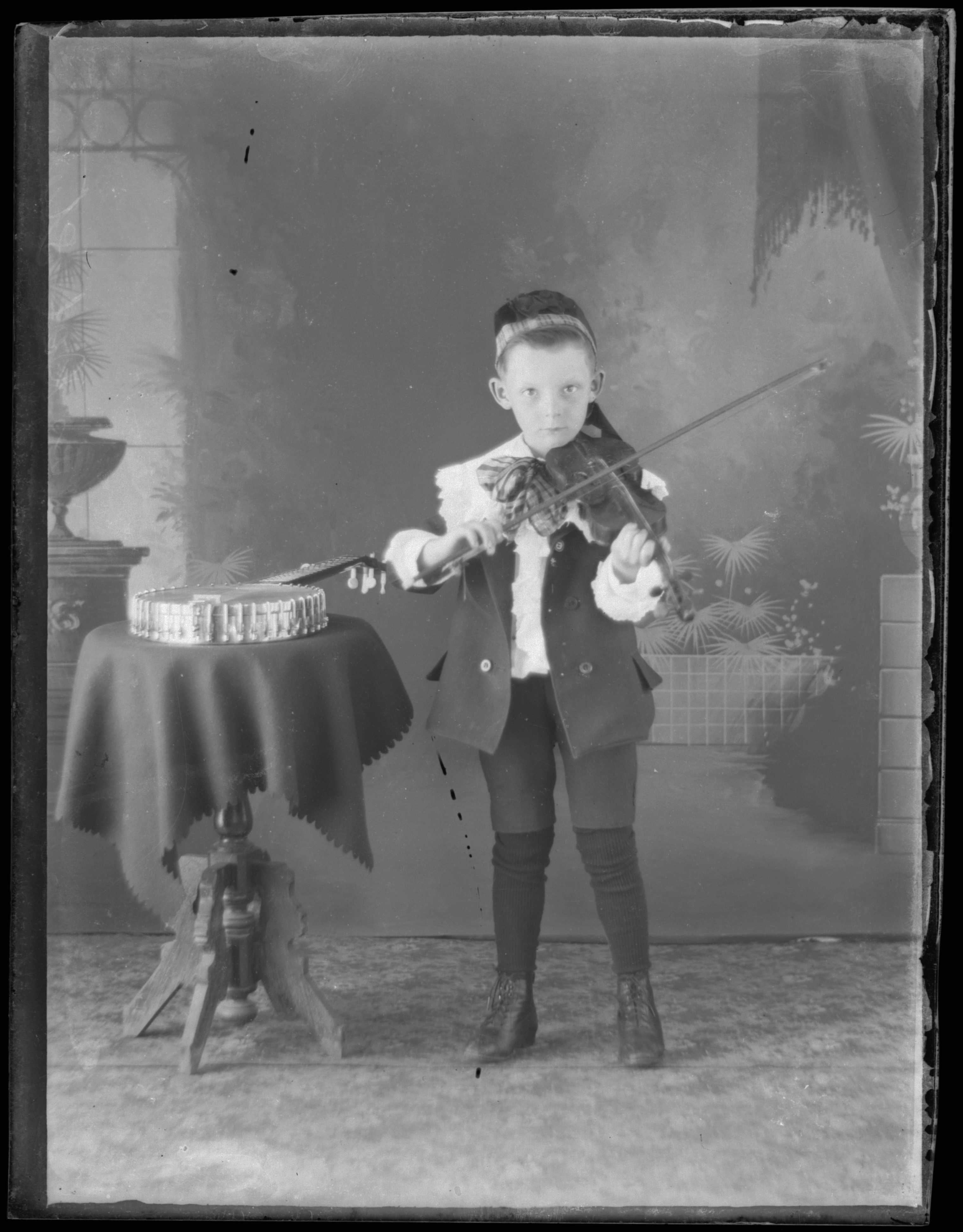
Un "joven tocando el violín" del condado de Glengarry, Ontario, tomado [entre 1895 y 1910] del fondo de los hermanos Bartle en los Archivos de Ontario.

Junto con los cambios en el timbre y el volumen, se produjo un cambio en el tono típico utilizado para afinar los instrumentos. Los instrumentos destinados a tocar juntos, como en una orquesta, deben estar afinados con el mismo estándar para que no produzcan sonidos audiblemente diferentes al tocar las mismas notas. A partir de 1762, el tono de concierto medio empezó a subir desde un mínimo de 377 vibraciones hasta un máximo de 457 en 1880 en Viena. Las distintas regiones, países e incluso fabricantes de instrumentos preferían estándares diferentes, lo que hacía que la colaboración orquestal fuera un reto. A pesar incluso de los esfuerzos de dos cumbres internacionales organizadas a las que asistieron destacados compositores como Hector Berlioz, no se pudo acordar ningún estándar.

#### SigloXXhasta la actualidad

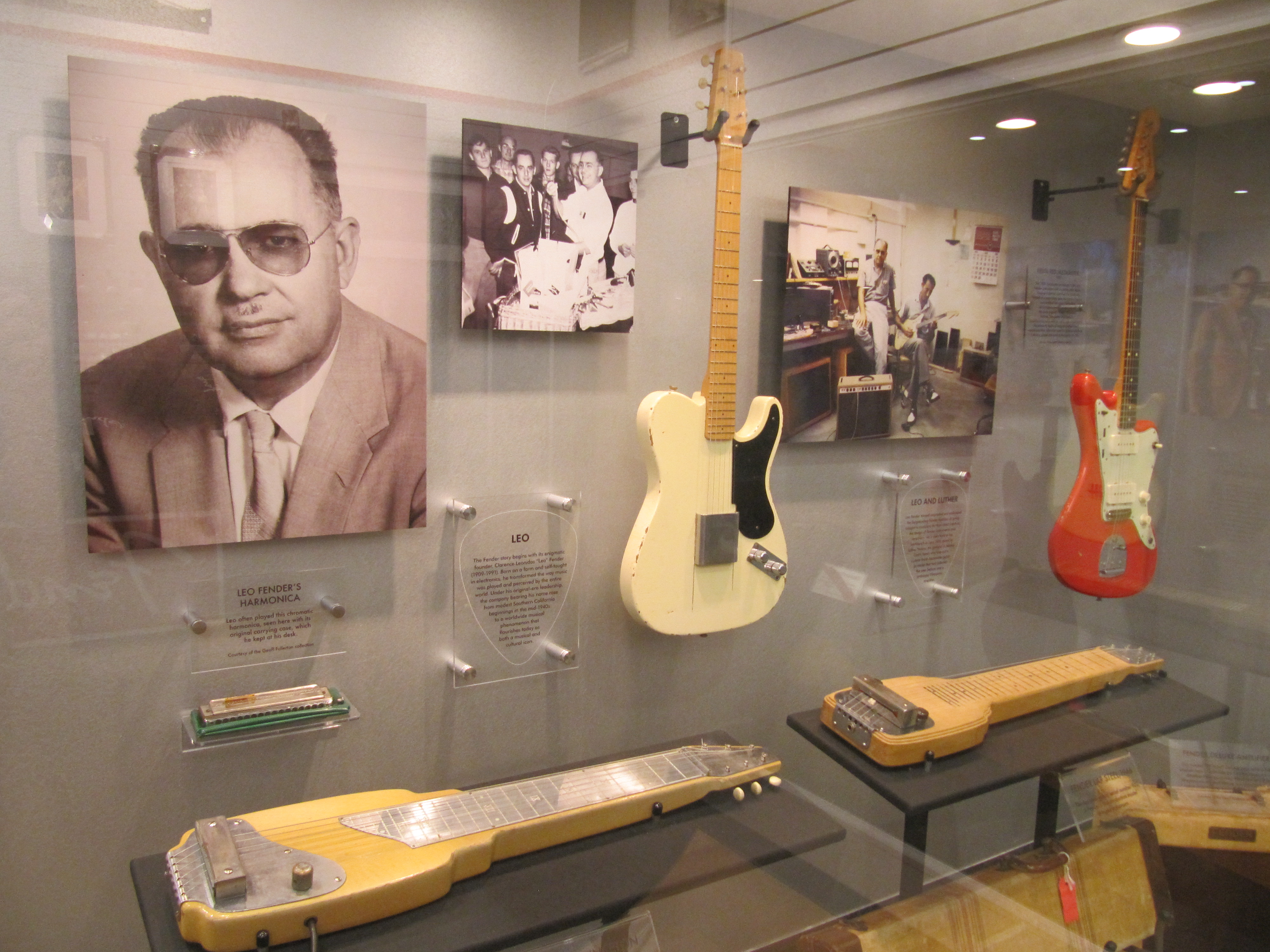
Las primeras guitarras eléctricas marca Fender.

La evolución de los instrumentos musicales tradicionales se ralentizó a partir del XX. Instrumentos como el violín, la flauta, la trompa y el arpa son en gran medida los mismos que se fabricaron a lo largo de los siglos XVIII y XIX. Sí surgen iteraciones graduales; por ejemplo, la "Nueva Familia de Violines" comenzó en 1964 para proporcionar violines de diferente tamaño y así ampliar la gama de sonidos disponibles. La ralentización del desarrollo fue una respuesta práctica a la simultánea ralentización del tamaño de las orquestas y de los locales. A pesar de esta tendencia en los instrumentos tradicionales, el desarrollo de nuevos instrumentos musicales se disparó en el XX, y la variedad de instrumentos desarrollados eclipsa cualquier periodo anterior.
La proliferación de la electricidad en el XX dio lugar a una nueva categoría de instrumentos musicales: los instrumentos electrónicos, o electrófonoss. La gran mayoría de los producidos en la primera mitad del XX fueron lo que Sachs llamó "instrumentos electromecánicos"; tienen partes mecánicas que producen vibraciones sonoras recogidas y amplificadas por componentes eléctricos. Algunos ejemplos son el órgano Hammonds y la guitarra eléctricas. Sachs también definió una subcategoría de "instrumentos radioeléctricos" como el theremin, que produce música a través de los movimientos de la mano del intérprete alrededor de dos antenas.

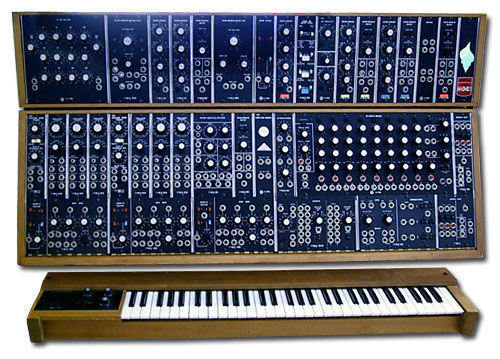
Un sintetizador Moog de 1975 Sintetizador Modular 55.

La segunda mitad del XX vio la evolución de los sintetizadores, que producen sonido mediante circuitos y microchips. A finales de la década de 1960, Bob Moog y otros inventores desarrollaron los primeros sintetizadores comerciales, como el sintetizador Moog. Mientras que antes llenaban salas, ahora los sintetizadores pueden estar integrados en cualquier dispositivo electrónico, y son omnipresentes en la música moderna. Samplers, introducidos alrededor de 1980, permiten a los usuarios muestra y reutilizar sonidos existentes, y fueron importantes para el desarrollo del hip hop. En 1982 se introdujo el MIDI, un medio de estandarizado para sincronizar instrumentos electrónicos. La moderna proliferación de ordenadores y microchips ha creado una industria de instrumentos musicales electrónicos.

## Definición y funcionamiento básico

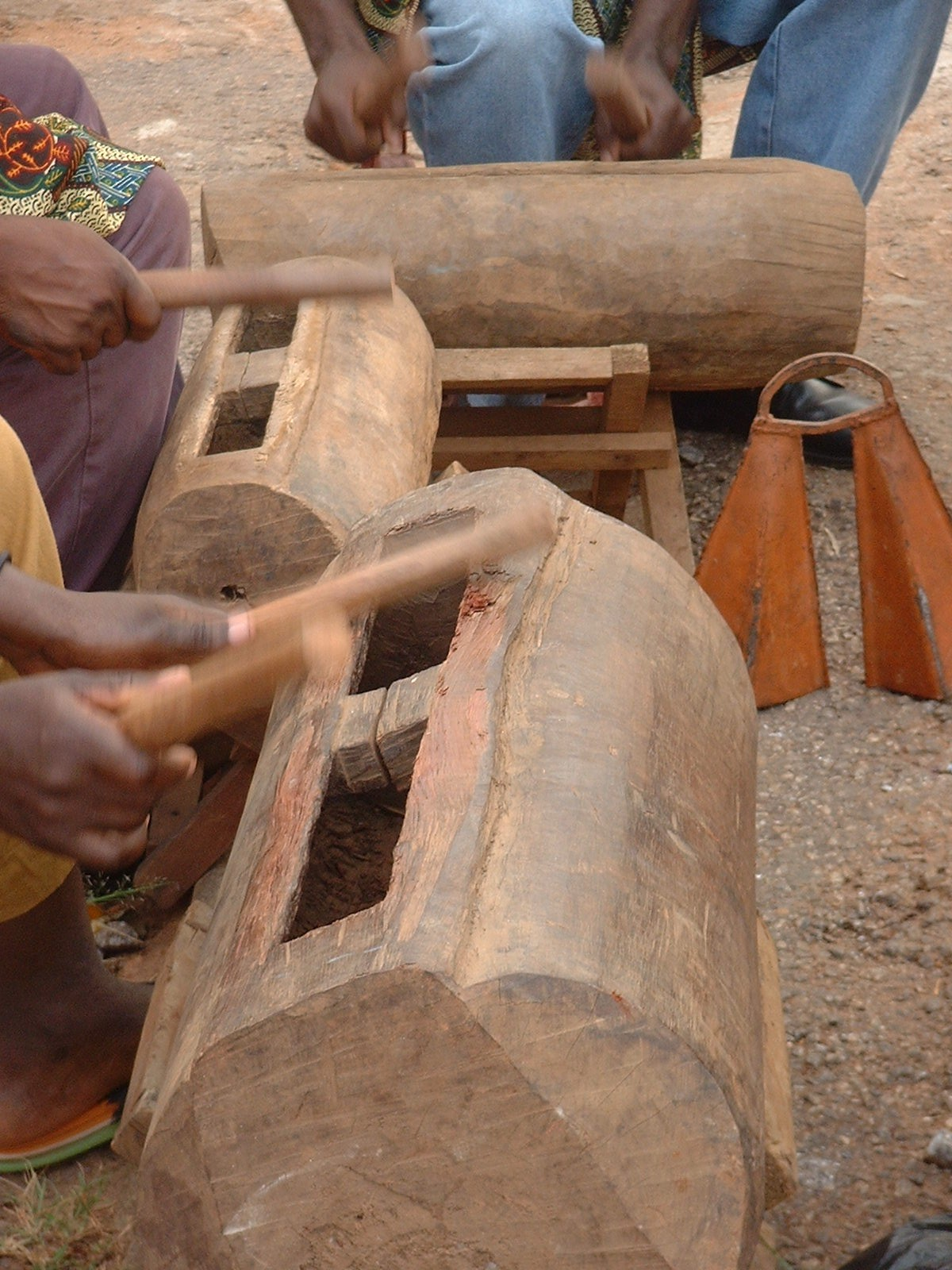
Bamileke, tambor de hendidura en la Provincia del Oeste de Camerún.

Un instrumento musical se utiliza para hacer sonidos musicales. Una vez que los seres humanos pasaron de hacer sonidos con sus cuerpos -por ejemplo, dando palmas- a utilizar objetos para crear música a partir de sonidos, nacieron los instrumentos musicales. Los instrumentos primitivos fueron probablemente diseñados para emular sonidos naturales, y su propósito era más ritual que de entretenimiento. El concepto de melodía y la búsqueda artística de la composición musical eran probablemente desconocidos para los primeros intérpretes de instrumentos musicales. Una persona que hace sonar una flauta de hueso para señalar el comienzo de una cacería lo hace sin pensar en la noción moderna de "hacer música".
Los instrumentos musicales se construyen en una amplia gama de estilos y formas, utilizando muchos materiales diferentes. Los primeros instrumentos musicales se fabricaban con "objetos encontrados", como conchas y partes de plantas. A medida que los instrumentos evolucionaban, también lo hacía la selección y la calidad de los materiales. Prácticamente todos los materiales de la naturaleza han sido utilizados por al menos una cultura para fabricar instrumentos musicales. Uno toca un instrumento musical interactuando con él de alguna manera - por ejemplo, pulsando las cuerdas de un instrumento de cuerda, golpeando la superficie de un tambor o soplando en un cuerno de animal.

## Clasificación

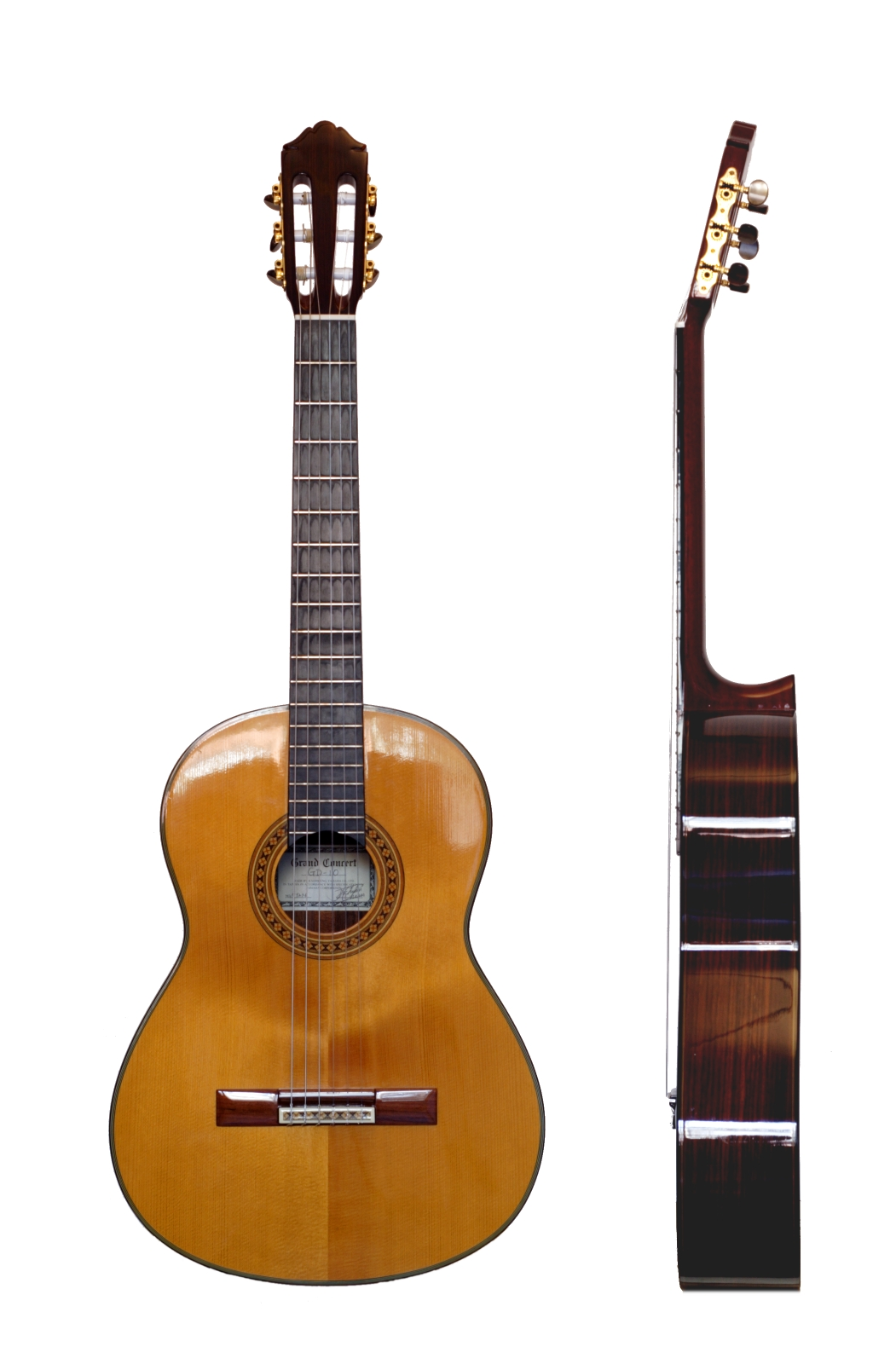
Frente y flanco de una guitarra.

Existen muchas divisiones alternativas y subdivisiones de instrumentos. Generalmente, al estudiar los instrumentos musicales es frecuente encontrarse con la clásica división de los instrumentos en cuatro familias: viento, cuerda, percusión y los instrumentos eléctricos (creados por el ser humano hace aproximadamente 80 años). Sin embargo, debido a que esta clasificación está orientada a los instrumentos de la orquesta sinfónica, adolece de ciertas restricciones y defectos. Debido a ello, algunos musicólogos sencillamente amplían esta clasificación añadiendo hasta tres categorías adicionales: voz, teclados y electrónicos. Sin embargo, en 1914 los músicos Curt Sachs y Erich Hornbostel idearon un nuevo método de clasificación que atendiendo a las propiedades físicas de cada instrumento, pretendía ser capaz de englobar a todos los existentes. Una tercera clasificación, muy seguida en el este de Asia, clasifica los instrumentos atendiendo a sus materiales de construcción: metal, madera, barro, cuero, entre otros.
La clasificación más usada de manera convencional es la de viento, cuerda y percusión.
- Viento: saxofón, flauta, clarinete, trompeta, oboe, etc.
- Cuerda: guitarra, arpa, violín, piano (el piano es de cuerda percutida), etc.
- Percusión: timbal, tambor, platillos, bombo, etc.
- Instrumentos eléctricos: bajo eléctrico, guitarra eléctrica, theremín, sintetizador, etc.

### Clasificación de Sachs y Hornbostel

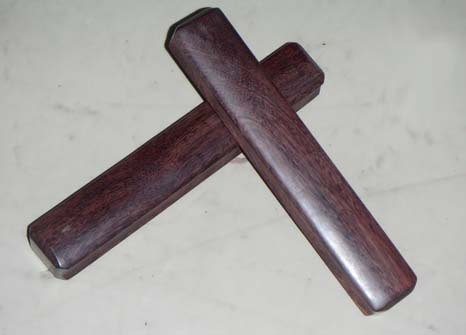
Un par de claves.

Erich von Hornbostel y Curt Sachs publicaron en 1914 una clasificación de los instrumentos musicales en su trabajo Zeitschrift für Ethnologie que es ampliamente seguida en la actualidad.
Establecieron cuatro clases o categorías principales de instrumentos musicales (a la que añadieron una quinta posteriormente), que a su vez se dividen en grupos y subgrupos, según el modo de generación del sonido:
- Idiófonos

Son aquellos instrumentos en los que el sonido procede de un cuerpo sólido y es generado por vibración del instrumento mismo mediante percusión, frotación o pulsación, como en el caso de las claves, xilófono, campana.
- Membranófonos

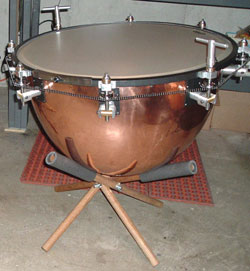
Un timbal.

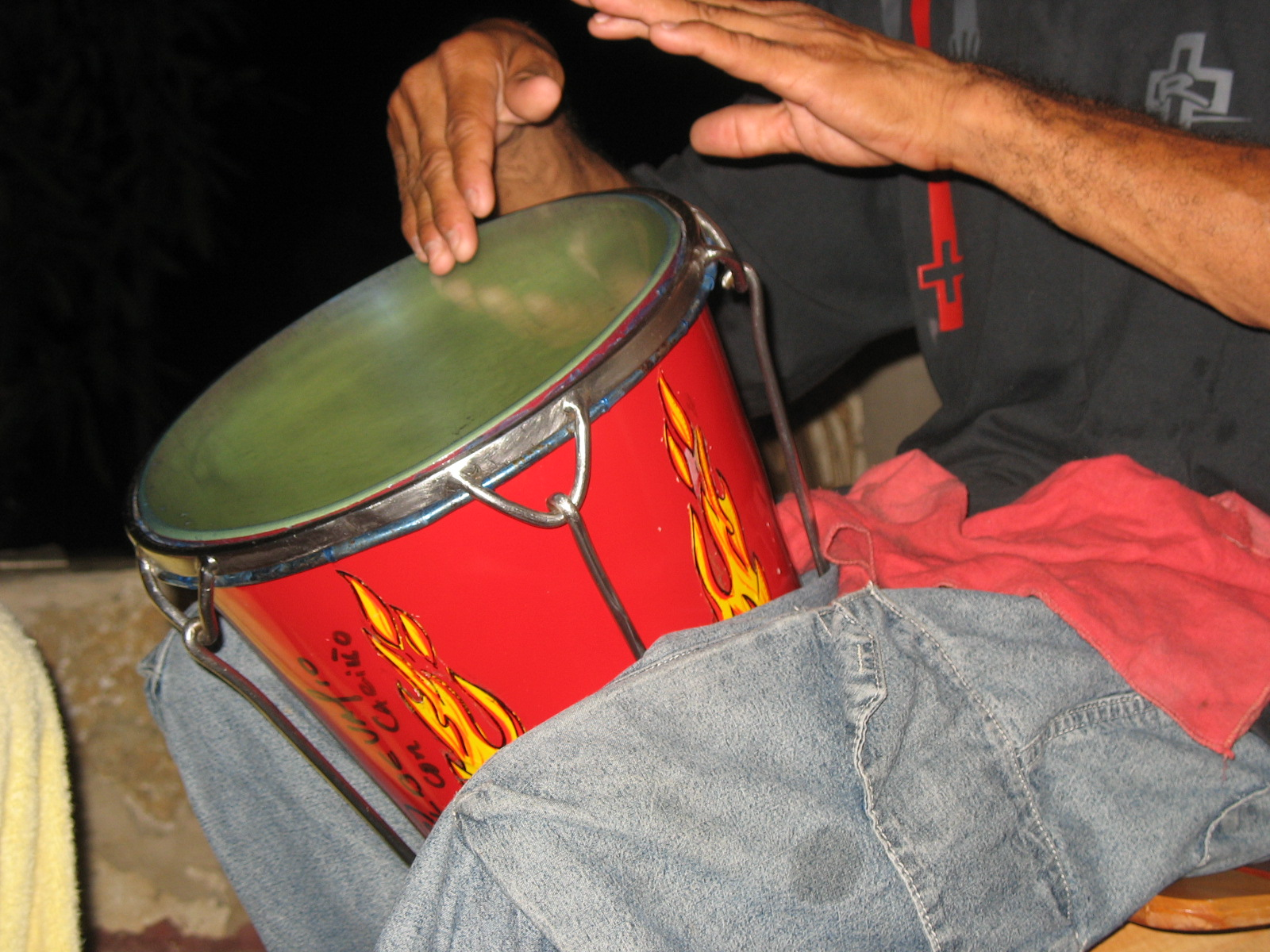
Una Caja vallenata, instrumento que pertenece a la familia de instrumentos de percusión.Este instrumento es típico del vallenato.

Los membranófonos son aquellos en los cuales el sonido es generado por la vibración de una membrana por percusión o frotación, como es el caso del timbal, tambor, conga.
- Aerófonos

Son los llamados instrumentos de viento, donde el sonido es generado por la vibración del aire, a causa del roce con una lengüeta, labios o cuerdas vocales.
En función a cómo se produce el sonido podemos clasificarlo en dos tipos:
En viento madera el instrumento produce el sonido mientras que en viento metal, la persona que lo toca.
En viento madera podemos clasificar los instrumentos según su embocadura:
-Bisel: destacan instrumentos como la flauta dulce y la flauta travesera.
-Lengüeta simple: como por ejemplo el clarinete y el saxofón
-Lengüeta doble: entre los que se encuentran el oboe y el fagot
- Cordófonos

Los cordófonos o también conocidos como instrumentos de cuerda, son aquellos que producen el sonido mediante la vibración de cuerdas tensadas. Estos instrumentos tienen además una caja de resonancia para amplificar el sonido. Con base en la forma en la que se obtiene el sonido, se puede dividirlo en tres tipos diferentes: frotada, pulsada y percutida.
- - Cuerda frotada: Se caracteriza por obtener el sonido al frotar las cuerdas con un arco. En este grupo destacan instrumentos como el violín, la viola, el violonchelo y el contrabajo.
  - Cuerda pulsada: Se caracteriza por obtener el sonido al pulsar las cuerdas con los dedos o con púas. Como ejemplo de este grupo tenemos al arpa y la guitarra.
  - Cuerda percutida: En este grupo destacamos el piano que obtiene el sonido golpeando las cuerdas.

### Electrófono

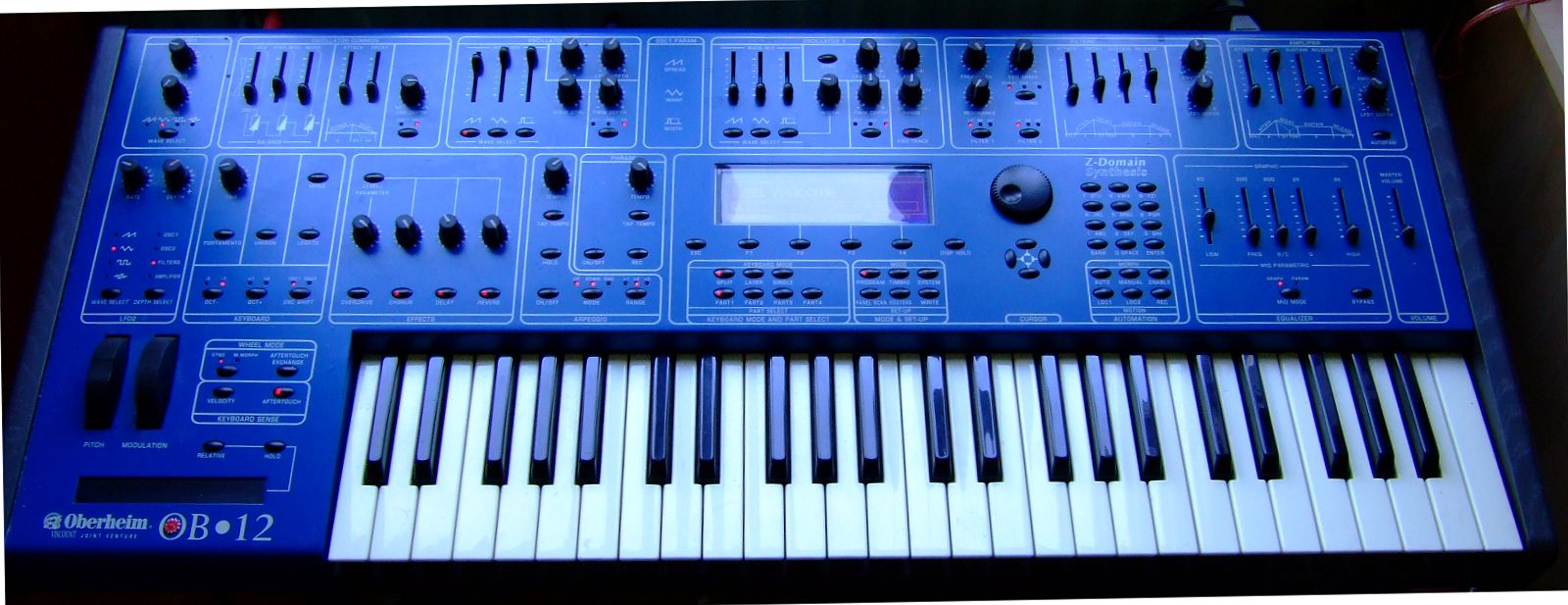
Un sintetizador.

Durante el siglo XX se desarrolló un nuevo tipo de instrumento, los denominados electrófonos. En estos instrumentos, el sonido es generado por medios electrónicos, como en el sintetizador o el theremín. No deben ser confundidos con los instrumentos electroacústicos, donde el sonido es generado de modo no electrónico pero modificado electrónicamente, como en el caso de la guitarra eléctrica y el bajo eléctrico. Sachs, por esta razón, más tarde añadió una quinta categoría a su clasificación, los electrófonos.

## Instrumentología

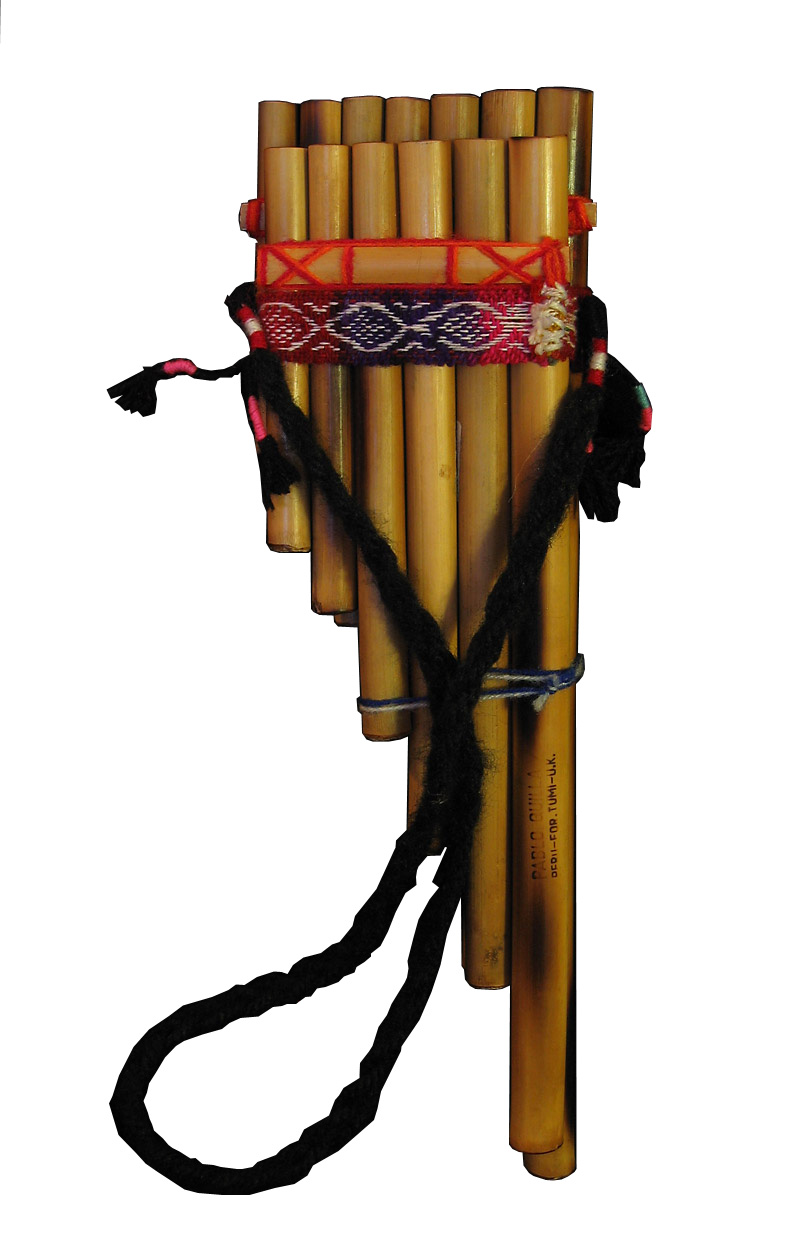
Sicu, característico de la música andina.

### Clasificación según su origen
| - Aborigen - Bombo - Caja - Quena - Sicu - Erke - Pinkillo - Trutruca - Cultrún - Anata - Erkencho - Clavelito - Zampoña - Charango - Ronroco | - Cubano - Congas - Timbales - Europeo - Guitarra - Arpa - Violín - Viola - Violoncelo - Contrabajo - Bandoneón - Acordeón - mexicano - Aborigen - Maracas - Guatemala - Marimba |